# بايك جونغ-تشول
بايك جونغ-تشول (هانغل: 백종철) هو مدرب كرة قدم ولاعب كرة قدم كوري جنوبي في مركز الهجوم، ولد في 9 مارس 1961 في كوريا الجنوبية. شارك مع منتخب كوريا الجنوبية لكرة القدم. أما مع النوادي، فقد لعب مع أولسان هيونداي ونادي دايجو ونادي سونغنام.

## وصلات خارجية
- بايك جونغ-تشول على موقع دوري كوريا الجنوبية (الإنجليزية)
- بايك جونغ-تشول على موقع قاعدة بيانات كرة القدم.إي يو (الإنجليزية)
- بايك جونغ-تشول على موقع ناشيونال فوتبول تيمز (الإنجليزية)